# Malcolm X
Malcolm Little ili Malcolm X (Omaha, Nebraska, 19. svibnja 1925. – Manhattan, New York, 21. veljače 1965.) bio je borac za prava crnaca.

## Životopis
Malcolm X ili pravim imenom Malcolm Little rođen je u mjestu Omaha u saveznoj državi Nebraska 1925. godine. U Malcolmovom ranom djetinstvu obitelj se seli u Lansing u saveznu državu Michigan. Još dok je Malcolm bio dijete, oca su mu usmrtili bijeli rasisti jer je bio član udruga za poboljšanje života crnaca. Njegova smrt prikazana je kao nesretan slučaj, iako mu je glava bila odvojena od tijela. Kako Malcolmova majka nakon smrti muža nije mogla puno učiniti za sina, o njemu su se skrbili stariji brat i sestra. Malcolm je započeo život sitnog kriminalca. U dobi od 12 godina postao je štićenik Doma za nezbrinutu djecu države Michigan. Kada je napunio 17 godina pušten je iz doma. Potom se zaposlio u putničkom vlaku kao perač posuđa na putničkoj liniji iz Michigana ka Washingtonu, D.C. do New Yorka te nazad u Michigan. Kada je Malcolm stekao dovoljno novca, preselio se u New York kod rođaka. Uskoro je postao nasilnik, svodnik i diler drogom, kasnije i ovisnik. Postao je jedan od najopasnijih nasilnika na ulicama harlemskog podzemlja. Godine 1941. uhićen je i osuđen na deset godina zatvora zbog provale. Krađom se bavio kako bi mogao priskrbiti novac za drogu. Godine 1952. pušten je iz zatvora i nešto kasnije pridružio se pokretu Nacija Islama (Nation of Islam).
Nedugo nakon što je postao član Nacije islama promijenio je svoje prezime u X. To je učinio u znak poštovanja prema svojim neznanim afričkim precima koji su dovedeni u Ameriku kao robovska radna snaga. Poslije toga otputovao je na hadž u muslimanski sveti grad Meku. Nakon povratka u Sjedinjene Države odbacio je ideju da su svi bijeli ljudi đavoli, a što je ranije tvrdio i utemeljio vlastitu organizaciju nazvanu Organizacija Afro-američkog jedinstva. Po utemeljenju ove organizacije Malcolm X je promijenio svoje ime u El-Hajj Malik El-Shabbazz (El Hadž Malik El-Šabaz).
Godine 1965. Malcolm je smrtno ranjen dok je držao govor u New Yorku u kojem je kritizirao Elijah Muhammada. Malcolma su ubila tri muškarca za koje se ispostavilo da su članovi Nacije islama. Sva trojica su osuđena i zatvorena.